# Henneguya vitensis
Henneguya vitensis is een microscopische parasiet uit de familie Myxobolidae. Henneguya vitensis werd in 1950 beschreven door Laird. 